# Conjetura de Černý

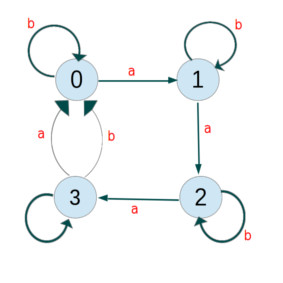
Autómata sincronizado con 4 estados

En 1964 Jan Černý propuso que dado un AFD (Autómata finito determinista) sincronizable de {\displaystyle n} estados, existe una palabra de sincronización(o palabra de reinicio) de longitud a lo sumo de {\displaystyle (n-1)^{2}}.Este problema es uno de los más antiguos y famosos junto con Teorema del coloreo de carreteras en la teoría de Autómatas Finitos.
Por otro lado, se ha visto que una cota superior en la longitud de la palabra de reinicio es de tamaño cúbico en {\displaystyle n}, de donde la conjetura establecería que el tamaño de las cotas superiores de la longitud de dicha palabra, sería cuadrático (en {\displaystyle n}).

## Introducción
El problema de la sincronización de un AFD arriba naturalmente, pues la sincronización hace que el comportamiento de un autómata sea "resistente" a errores de ingreso de órdenes dado que, después de la detección de un error, una palabra de sincronización puede reiniciar el autómata a su estado original, como si no hubiera ocurrido ningún error.
Un problema con una larga historia es el de la estimación de la longitud mínima de una palabra de sincronización para un AFD completo.Mejor conocido ahora como una conjetura de Černý, este problema fue propuesto independientemente por otros autores también. Jan Černý en 1964 encontró un AFD completo de {\displaystyle n} estados con palabra mínima de sincronización de tamaño {\displaystyle (n-1)^{2}} para un alfabeto de tamaño {\displaystyle |\Sigma |=2}. La conjetura de Černý establece que esta es una cota superior para la longitud de una palabra de sincronización de cualquier AFD con {\displaystyle n} estados. Este problema puede ser reducido a autómatas con un grafo asociado fuertemente conexo.

## La Conjetura[2]
Sea {\displaystyle A=(Q,\Sigma )} un AFD con conjunto de entradas {\displaystyle Q} sobre el alfabeto {\displaystyle \Sigma }. Una palabra {\displaystyle w\in \Sigma ^{*}} es denominada una palabra de reinicio para {\displaystyle A} si esta palabra envía todos los estados de {\displaystyle A} a un único estado, esto es {\displaystyle |Qw|=1}. Un autómata que admite una palabra de reinicio se dice sincronizable.

### Conjetura
Un autómata sincronizable de {\displaystyle n} estados admite una palabra de reinicio de longitud a lo sumo de {\displaystyle (n-1)^{2}}.

## Autómatas Sincronizables y la Conjetura de Černý.

### Cotas Superiores de la Longitud de la Palabra de Sincronización
Inicialmente las cotas superiores encontradas para la longitud de las palabras de sincronización no alcanzaban a ser polinomiales; la más conocida de las cotas superiores ahora es {\displaystyle {\dfrac {n^{3}-n}{6}}}.
No hay ejemplos de autómatas tales que la longitud de la menor palabra de sincronización sea mayor que {\displaystyle (n-1)^{2}} más aún, los ejemplos de autómatas con palabra de sincronización cuya longitud sea {\displaystyle (n-1)^{2}} son poco frecuentes.

## Conjetura de Černý probabilística

### Generalidades
Una manera natural de ver la conjetura de Černý desde un punto de vista probabilístico lleva a una forma de proponer la conjetura de Černý desde las siguientes preguntas:

Pregunta 1: ¿Un AFD es sincronizable con alta probabilidad?

Pregunta 2: ¿un AFD sincronizable  de n estados admite una palabra de reinicio de longitud a lo sumo {\displaystyle (n-1)^{2}} con alta probabilidad?

Entendiéndose en estas preguntas que al referirse a alta probabilidad significa"con probabilidad que tiende a {\displaystyle 1} tanto como {\displaystyle n} va al infinito"

### Resultados

#### AFD Sincronizables
Dado {\displaystyle A}, AFD aleatorio de {\displaystyle n} estados y {\displaystyle |\Sigma |=c} , hay una probabilidad de {\displaystyle 1-O({\dfrac {1}{n^{0.5c}}})} de que sea sincronizable, para {\displaystyle |\Sigma |=2} el rango de convergencia es bastante estrecho. Por otro lado si {\displaystyle |\Sigma |=4}, {\displaystyle A} es sincronizable con una probabilidad {\displaystyle p} para una constante específica {\displaystyle p>0}. Si además {\displaystyle |\Sigma |\geq 72ln(n)} entonces, es casi seguro que {\displaystyle A} sea sincronizable.
Dándose así una respuesta afirmativa a la primera pregunta.

#### Probabilidad del tamaño de una palabra de reinicio en un AFD escogido aleatoriamente de manera uniforme
Al escoger un autómata de manera uniforme sobre el conjunto de AFD sincronizables de {\displaystyle n} estados en un alfabeto de al menos dos letras {\displaystyle (|\Sigma |\geq 2)} se tiene que, para cualquier {\displaystyle \epsilon >0}, la probabilidad de que un autómata aleatorio de {\displaystyle n} estados, tenga una palabra de sincronización de tamaño menor que {\displaystyle n^{1+\epsilon }} tiende a {\displaystyle 1} cuando {\displaystyle n} tiende a infinito.
Dándose así respuesta afirmativa a la segunda pregunta.